# Абалаков, Мухаммед Ходжамухаммедович
В Википедии есть статьи о других людях с такой фамилией, см. Абалаков.
Мухаммед Ходжамухаммедович Абалаков (туркм. Muhammet Abalakow; род. 1947) — туркменский государственный деятель, дипломат.

## Биография
Родился в 1947 году в поселке Ванновский Ашхабадской области.
В 1971 г. окончил Ивановский текстильный институт.
Трудовую деятельность начал в 1971 году инженером Ашхабадского хлопчатобумажного комбината. Далее прошёл путь от начальника отдела до заместителя председателя Госплана Туркменистана.
05.08.1992 — 26.07.1993 — первый заместитель министра экономики и финансов Туркменистана.
26.07.1993 — 27.04.1995 — министр экономики и финансов Туркменистана.
27.04.1995 — 11.07.1995 — управляющий делами Аппарата Президента Туркменистана.
11.07.1995 — 27.07.1999 — заместитель Председателя Кабинета министров Туркменистана.
10.03.1999 — 27.07.1999 — начальник Управления по печати при Кабинете министров Туркменистана (по совместительству).
02.05.1996 — 15.12.1997 — министр образования Туркменистана (по совместительству).
27.07.1999 — 28.01.2000 — Председатель Комитета по физической культуре и спорту при Кабинете министров Туркменистана, ректор Туркменского национального института спорта и туризма.
28.01.2000 — 20.03.2008 — Чрезвычайный и полномочный посол Туркменистана в Казахстане.
20.03.2008 — 18.02.2012 — Чрезвычайный и полномочный посол Туркменистана в Саудовской Аравии.
05.09.2008 — 18.02.2012 — Чрезвычайный и полномочный посол Туркменистана в Египте (по совместительству).
03.02.2009 — 18.02.2012 — постоянный представитель Туркменистана при Организации Исламская Конференция (по совместительству).
18.02.2012 — 22.10.2012 — вице-президент Гуманитарной ассоциации туркмен мира.
22 октября 2012 года вышел на пенсию.

## Награды и звания
- Медаль «Гайрат»
- Орден «Золотой Век» III-й ст. (18.02.2009)